# Fibuloides japonica
Fibuloides japonica es una especie de polilla del género Fibuloides, tribu Enarmoniini, familia Tortricidae. Fue descrita científicamente por Kawabe en 1978.
Se distribuye por Asia: Japón (en la isla Honshu) y China.